# Ікона Кохавинської Богородиці
Кохавинська Ікона Божої Матері — чудотворна ікона Божої Матері. Шанується греко-католицькою церквою. Зберігається в монастирі святого Ґерарда (смт. Гніздичів, Жидачівський район, Львівської області)

## Опис
Хто і коли намалював образ Кохавинської Богородиці, невідомо. Він століттями був на старому дубі у кохавинському лісочку при дорозі, яка вела з Жидачева до Руди. У парафіяльному щоденнику кохавинської церкви зберігся такий запис: «Цей образ намальований на дубовій дошці, гарно обробленій, один лікоть ширини та один і три четвертих ліктя довжини (56/82 см). На образі зображена Пречиста Діва Марія, яка тримає на лівій руці Дитятко Ісуса, внизу напис латинською мовою „O MATER DEI ELECTA ESTO NOBIS VIA RECTA“ („О Мати Божа, вибрана, Ти є нашою прямою дорогою до Господа“). Образ від прадавніх часів висів при дорозі, яка проходила з міста Жидачева до села Руди, на старому дуплавому дубі в кохавинському лісочку, біля заїзду. Цей гарний образ, як також чудове місце розміщення, привертало увагу подорожніх та навколишніх мешканців; хто тільки проходив повз це місце, зупиняючись, промовляв молитву чи коротке побожне зітхання, прославляючи Царицю Неба, дивлячись на Її образ, як також просив Її заступництва на дальшу подорож. І Господь Бог за молитвами Пресвятої Богородиці не одного подорожнього на цьому місці вислуховував і в труднощах потішав. На жаль, не відомо, хто намалював образ і встановив його в тому місці».

## Історія
Історія Кохавини розпочинається від появи у XVII ст. чудотворного образу. Образ від прадавніх часів знаходився при дорозі, яка проходила з м. Жидачева до с.Руди, на старому дуплавому дубі в кохавинському лісочку. На жаль, невідомо хто намалював образ.
Офіційного розголосу образ дістав у 1646 р. разом з чудом, яке сталося з дідичкою села Руди Анною Воянковською. Згідно усної традиції, яка у XVIII столітті була задокументована, її коні клякнули і не рухались вперед, поки вона не вийшла з карети помолитись. У 1650 році образ вже славився чудотворною силою і був перенесений з дуба процесією до парафіяльної церкви в містечку Руда. В 1680 році Київська воєводина Тереза Виговська побудувала у кохавинському лісі дерев'яну каплицю, куди за наказом Львівського Архієпископа Констанція Липського перенесено образ. На урочистість перенесення прибуло дуже багато паломників. Відтоді це місце стає центром для безперервного паломництва вірних.
У 1740 році прибуває церковна комісія, яка зібрала від людей свідчення про чуда, присягнувши на Біблії. Власник м. Руди Костянтин Виговський у 1748 році починає будувати нову дерев'яну церкву, щоби в ній помістити образ Кохавинської Матері Божої. 12 травня 1755 року Львівський архієпископ Вижицький висилає знову Церковну комісію до Кохавини для докладного вивчення справи, пов'язаної з визнанням чудотворності образу. Опитавши свідків, вони склали під присягою визнання про історію образу і про надприродні чуда та ласки, отримані за посередництвом Кохавинської Матері Божої. На підставі всіх свідчень і заключних актів архієпископ проголошує 26 травня 1755 року образ Матері Божої Кохавинської чудотворним.
22 червня 1755 року, у перший день Зелених свят за юліанським календарем, львівський архієпископ Вижицький особисто приїхав на перенесення чудотворного образу з каплиці до новозбудованої церкви.
Через численність паломників, які не вміщалися у дерев'яній церкві, вирішено будувати велику кам'яну церкву. 7 червня 1868 р. посвячений наріжний камінь під будову нової церкви романського стилю. Її будова просувалася з великими труднощами, і закінчилася щойно у 1894 році.
30 серпня 1894 року відбулося посвячення нової церкви, а 1 вересня урочисте перенесення до неї чудотворного образу Матері Божої, а якому взяло участь близько 30-ти тисяч паломників.
За старанням о. Яна Тшопінського на місці об'явлення чудотворного образу у 1901–02 роках, де стояла стара струхлявіла дерев'яна каплиця, яку не можна вже було відреставрувати, побудовано нову муровану в готичному стилі. В цьому часі також розширюється кам'яну церкву, святилище видовжується на 13 м, як також добудовуються бічні абсиди — церква набрала форму хреста.
Найбільшою подією була коронація образу в серпні 1912 року, на свято Небовзяття Пресвятої Діви Марії, папськими золотими коронами. На день коронації прибуло найбільше паломників за всю історію цього чудотворного місця. Тільки поїздами приїхало 180 000, не числячи піших прочан, подорожуючих каретами чи возами. Сто тисяч прийняло Святе Причастя.
Перед Другою світовою війною від 1931 р. чудотворним місцем опікувалися оо. єзуїти, які, втікаючи від радянських військ, залишили Кохавино і забрали з собою чудотворну ікону до Польщі, до міста Гливиць, де вона є донині.
З приходом радянської влади чудотворне місце в Кохавино припинило своє існування. Безбожна більшовицька влада з церкви і каплиці зірвала хрести. Пізніше церкву перетворили на льоносховище, а в будівлях монастиря помістили школу-інтернат для розумово відсталих дітей. А для того, щоби затерти сліди чудотворного місця та викинути його з пам'яті народу і з позначення на мапі, уряд вирішив приєднати с. Кохавино до с. Гніздичів, і від тоді історична назва «Кохавино» перестала існувати.
З виходом УГКЦ з підпілля новими господарями Кохавинської Святині стали оо. редемптористи (Чин Найсвятішого Ізбавителя), а церква отримала нове ім'я на честь Покрову Пресвятої Богородиці. Монастир св. Ґерарда в Кохавино вже десять років має статус новіціятського дому Львівської Провінції Чину Найсвятішого Ізбавителя, в якому, під покровом Богородиці, виховується підростаюче покоління молодих редемптористів-місіонерів.
Храм, що був добудований протягом 1901–02 років зберігся до наших днів, а на місці об'явлення образу стоїть капличка.

## Молитва до Кохавинської Богородиці
Найсвятіша і Найдосконаліша Мати Божа і Мати наша царююча в прекрасному чудотворному Кохавинському образі. Керуй моїм життям, хорони мене, допомагай мені щоб я, як твоя дитина, жив(ла) в святості, а в потребі моїй, особливо в тій з якою приступаю до Тебе(…висловити своє намірення) вислухай і рятуй мене. Покажи мені, що ти є моєю матір'ю. О ласкава, о солодка, о милосердна Діво Маріє.
Богородице Діво (3 рази).
Пречудна Кохавинська Мати! Скількох ти вже потішила, скільки сліз витерла тим, які перед образом шукали потіхи і знайшли її! Отож і я приходжу зі своєю просьбою…(намірення). Потіш мене, вислухай і порятуй. Ти — як Богородиця все можеш, а мені так на тому залежить! Якщо потішиш мене ласкою…(намірення) ще більше зобов'яжеш мене до себе. Надіюся на Тебе Мати Ласкава, що мене не опустиш.
Богородице Діво (3 рази).
До Тебе о Мати моя в чудотворному Кохавинському образі звертаюся з тим всім, що мені докучає, в моїх браках так духовних як і дочасних. Допоможи, порятуй і потіш мене особливо в тій моїй так важній справі…(намірення). Покровителько вірних. Окажи мені Твою поміч тепер і завжди скільки до Тебе буду звертатися і просити Тебе. Амінь.
Богородице Діво (3 рази).
Маріє! В чудотворному Кохавинському образі Мати наша. У Твоїх стіп із серцем сокрушеним і смиренним складаю свої провини. Випроси для мене у Свого Сина милосердя і прощення. Обіцяю вірно служити нашому Богові і Тобі. В замін, найдорожча Мати, випроси мені, помимо моєї невдячності ту ласку…(намірення) про яку прошу. Амінь.
Богородице Діво (3 рази).
Найсвятіша Володарко світу, в чудотворному, твоєму Кохавинському образі! Знаєш, що моє вічне щастя залежить від доброї моєї смерті. З огляду на терпіння і смерть Ісуса Сина Твого і твою благословенну смерть виєднай мені добру і щасливу смерть і запровадь мою душу до благословенної країни неба в якій за все, а особливо за ту ласку…(намірення) про котру щиро благаю якщо її отримаю то через цілу вічність дякуватиму Тобі, хвалитиму і любитиму Тебе. Амінь.
Богородице Діво (3 рази).
Наймиліша в чудотворному образі Кохавинська Мати! Ти найбільша по Бозі наша потіха. Зближаюся до Тебе з надією, як дитя до найкращої матері. Припадаю невдячний в покорі до стіп Твоїх та прошу і благаю — виєднай у Сина Твого милосердя для мене грішного(ї), потіш у смутку і терпіннях моїх, вислухай тої покірної моєї просьби в так важній для мене справі…(намірення). Скільки чудес зробила Ти на цьому місці, Тобою вибраному, скільки нещасливих хворих вилікувалось, лікарко Ти Божа. Скільки плачучим витерла Ти сльози і влила у їх зболілі серця бальзам потіхи. Утішителько світу, через те і я маю надію, що не опустиш мене в цьому терпінні моєму, але вислухаєш як Мати милосердна, потіха скривджених, прибіжище грішників, і приймеш мене під свою могутню святу опіку тепер і в годині моєї смерті . Амінь.
Богородице Діво (3 рази).